# Cow Palace
Il Cow Palace (originariamente conosciuto come California State Livestock Pavilion) è una arena di Daly City, California, situata vicino a San Francisco. Ha ospitato le partite dei San Francisco Warriors dal 1962 al 1971.